# Tomáš Baránek
Tomáš Baránek (* 29. června 1972) je český spisovatel, publicista a spoluzakladatel brněnského nakladatelství osobního rozvoje a celoživotního vzdělávání Jan Melvil Publishing. Tomáš je také spánkovým koučem a lektorem kurzu "Spěte sladce" v rámci projektu Vyšší melvilí. Ve volném čase píše o lifehackingu na blogu Lifehacky.cz a vyvíjí drobné aplikace pro zlepšení produktivity – například plánovač Nautilus. 
V roce 2021 spoluzaložil spin-off Servantes, který vyvíjí inteligentní software pro moderní nakladatele po celém světě. 
S manželkou Kateřinou má tři děti: Klaudii, Maxe a Karinu. Rodina žije v Brně v domě, kde působil významný český matematik prof. Otakar Borůvka.

## Život
Vystudoval matematickou informatiku na Masarykově univerzitě v Brně, od roku 1994 pracoval ve vydavatelství Computer Press (z toho pět let jako šéfredaktor časopisu Computer). Od roku 2004 se věnuje především volné literární tvorbě a od roku 2007 opět vydavatelské činnosti (Jan Melvil Publishing). Byl mezi prvními nakladateli na českém trhu, kteří se pustili do vydávání knih v elektronické podobě (ebooky). Na toto téma Tomáš Baránek přednáší a poskytuje poradenství.
V roce 2004 vydal sbírku erotické poezie Bez uzdičky (Host). V roce 2005 vydal Tomáš Baránek „praktickou příručku technologie lovu“ Jak sbalit ženu (Fragment). O pět let později vyšla její aktualizovaná a rozšířená verze Jak sbalit ženu 2.0 (Jan Melvil Publishing). Díky Baránkově analýze tématu konečně vstoupila problematika seznamování jako vážné téma i do mainstreamových médií, pro něž se autor stal „guruem“ v této oblasti. V tištěných i internetových médiích bylo publikováno téměř 150 článků na téma týkající se autora či knihy.
Je autorem divadelní hry z prostředí profesionálních „baličů“ Jak sbalit ženu, která měla českou premiéru v prosinci 2009 v brněnském divadle Buranteatr. Ve spolupráci s tímto divadlem Baránek zorganizoval i interaktivní výukové kurzy seznamování. Adaptaci této divadelní hry na rok 2012 připravuje Městské divadlo Zlín.
V rámci své publicistické činnosti přispíval Baránek v roce 2006 do časopisu „Reflex“ pravidelným sloupkem o seznamování pod názvem „Kontaktáž“.
Nyní[kdy?] píše prózu.[zdroj?]
Příbuzní: Vlasta Baránková (matka)